# Torque (Band)
Torque (engl.: Drehmoment) war eine US-amerikanische Groove-/Thrash-Metal-Band aus Concord, Kalifornien.

## Geschichte
Nachdem der Sänger Sean Killian die Band Vio-lence im Jahre 1994 verlassen und sich aus dem Musikgeschäft zurückgezogen hatte, was zur Auflösung der Band geführt hatte, gründeten die verbliebenen Bandmitglieder, die Gitarristen Phil Demmel und Ray Vegas, der Bassist Deen Dell sowie der ehemalige Schlagzeuger Mark Hernandez die Band Torque. Phil Demmel übernahm den Posten des Sängers. In den folgenden Jahren veröffentlichte die Band zwei Demos, die der Band schließlich einen Vertrag beim Plattenlabel Mascot Records einbrachte. 1996 wurde das selbstbetitelte Debütalbum von Torque veröffentlicht, das von Rob Beaton produziert wurde und das einzige Album der Band bleiben sollte. Nach einem dritten Demo, welches 1997 veröffentlicht wurde, löste sich Torque wieder auf.
Phil Demmel spielte von 2003 bis 2018 bei Machine Head, deren Sänger Robb Flynn ebenfalls einst bei Vio-lence spielte. Mark Hernandez spielte später bei Forbidden und Heathen, während Ray Vegas noch bei Attitude Adjustment spielt. Am 18. Januar 2019 wurde das Album Torque von Mascot Records wiederveröffentlicht. Als Bonus enthält diese Version das Demo von 1997.

## Diskografie
- 1994: Demo 1994 (Demo)
- 1995: Demo 1995 (Demo)
- 1996: Torque (Album)
- 1997: Demo 1997 (Demo)